# J. Graham Kenion
J. Graham Kenion (30 de julho de 1871 — 23 de abril de 1942) foi um velejador britânico, medalhista olímpico. Ele competiu nos Jogos Olímpicos de Verão de 1908 na classe 12 Metre e conquistou a medalha de prata na disputa a bordo do Mouchette com Charles MacIver, John Adam, James Baxter, William Davidson, John Jellico, Thomas Littledale, Charles R. MacIver, Charles Macleod-Robertson e John Spence.